# Laboratori Nacional Accelerador SLAC
SLAC National Accelerator Laboratory, originalment anomenat Stanford Linear Accelerator Center, és un centre d'investigació i desenvolupament amb finançament federal a Menlo Park, Califòrnia, Estats Units. Fundat el 1962, el laboratori ara està patrocinat pel Departament d'Energia dels Estats Units i administrat per la Universitat Stanford. És el lloc de l' accelerador lineal de Stanford, un accelerador lineal de 3,2 quilòmetres (2 milles) construït el 1966 que podria accelerar electrons a energies de 50 GeV.
Actualment, la investigació SLAC se centra en un ampli programa de física atòmica i d'estat sòlid, química, biologia i medicina que utilitza raigs X de la radiació de sincrotró i un làser d'electrons lliures, així com la investigació experimental i teòrica en física de partícules elementals, física d'astropartícules, i la cosmologia. El laboratori està sota la direcció programàtica de l'Oficina de Ciència del Departament d'Energia dels Estats Units.

## Història
Fundada el 1962 com a Stanford Linear Accelerator Center, la instal·lació es troba al 172 ha (426 acres) de terreny propietat de la Universitat Stanford a Sand Hill Road a Menlo Park, Califòrnia, a l'oest del campus principal de la universitat. L'accelerador principal és 3.2 km (2 mi) llarg, el que el converteix en l'accelerador lineal més llarg del món i ha estat operatiu des de 1966.
La investigació del SLAC ha donat tres premis Nobel de Física:
- 1976: The charm quark ; veure mesó J/ψ
- 1990: estructura dels quarks dins de protons i neutrons
- 1995: El lepton tau

Les instal·lacions de reunions de SLAC també van ser un lloc per al Homebrew Computer Club i altres pioners de la revolució de l'ordinador domèstic de finals dels anys setanta i principis dels vuitanta.
L'any 1984, el laboratori va ser nomenat Monument Històric Nacional d'Enginyeria ASME i Fita IEEE.
SLAC es va desenvolupar i, el desembre de 1991, va començar a allotjar el primer servidor World Wide Web fora d'Europa.
A principis i mitjans de la dècada de 1990, l'Stanford Linear Collider (SLC) va investigar les propietats del bosó Z mitjançant el Stanford Large Detector.

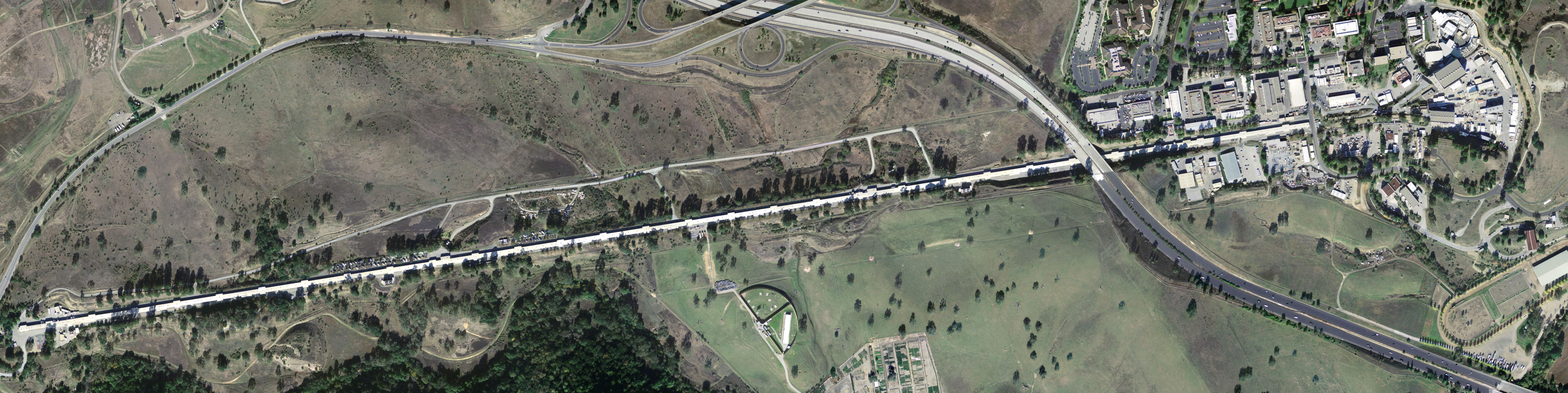
Foto aèria del Stanford Linear Accelerator Center, que mostra l'edifici de 3,2 quilòmetres (2 milles) que allotja la línia de llum de l'accelerador, que passa per sota de la Interestatal 280. El complex de detectors és visible a l'est, al costat dret

A partir de 2005, SLAC donava feina a més de 1.000 persones, unes 150 de les quals eren físics amb títols de doctorat, i donava servei a més de 3.000 investigadors visitants anualment, operant acceleradors de partícules per a la física d'alta energia i el Laboratori de Radiació de Sincrotró de Stanford (SSRL) per a la investigació de la radiació de sincrotró., que va ser "imprescindible" en la investigació que va conduir al Premi Nobel de Química 2006 concedit al professor de Stanford Roger D. Kornberg.

## Components
L'accelerador principal era un accelerador lineal de RF que accelerava electrons i positrons fins a 50 GeV. A 3.2 km (2,0 mi) llarg, l'accelerador era l'accelerador lineal més llarg del món, i es deia que era "l'objecte més recte del món". fins al 2017 quan es va obrir el làser europeu d'electrons lliures de raigs X. L'accelerador principal està enterrat 9 m (30 peus) sota terra i passa per sota de la carretera interestatal 280. La galeria de klystron a la part superior de la línia de llum va ser l'edifici més llarg dels Estats Units fins que es van completar els interferòmetres bessons del projecte LIGO el 1999. És fàcilment distingible de l'aire i està marcat com a punt de referència visual a les cartes aeronàutiques.

### Col·lisionador lineal de Stanford
L'Stanford Linear Collider va ser un accelerador lineal que va xocar electrons i positrons a SLAC. El centre d' energia de massa era d'uns 90 GeV, igual a la massa del bosó Z, que l'accelerador va ser dissenyat per estudiar. L'estudiant de grau Barrett D. Milliken va descobrir el primer esdeveniment Z el 12 d'abril de 1989 mentre examinava les dades de l'ordinador del dia anterior del detector Mark II. La major part de les dades va ser recollida pel SLAC Large Detector, que va entrar en línia el 1991. Encara que en gran part eclipsat pel Gran Col·lisionador Electron-Positron del CERN, que va començar a funcionar el 1989, el feix d'electrons altament polaritzat a SLC (prop del 80%) va fer possibles determinades mesures úniques, com ara la violació de la paritat en el bosó Z-b. acoblament de quarks.

### SLAC Gran Detector
El SLAC Large Detector (SLD) va ser el detector principal del col·lisionador lineal de Stanford. Va ser dissenyat principalment per detectar els bosons Z produïts per les col·lisions electró-positrons de l'accelerador. Construït el 1991, el SLD va funcionar des de 1992 fins a 1998.